# Pseudoleskeopsis mollicula
Pseudoleskeopsis mollicula là một loài Rêu trong họ Leskeaceae. Loài này được Cardot mô tả khoa học đầu tiên năm 1913.